# Kościan (gromada)
Kościan – dawna gromada, czyli najmniejsza jednostka podziału terytorialnego Polskiej Rzeczypospolitej Ludowej w latach 1954–1972.
Gromady, z gromadzkimi radami narodowymi (GRN) jako organami władzy najniższego stopnia na wsi, funkcjonowały od reformy reorganizującej administrację wiejską przeprowadzonej jesienią 1954 do momentu ich zniesienia z dniem 1 stycznia 1973, tym samym wypierając organizację gminną w latach 1954–1972.
Gromadę Kościan z siedzibą GRN w mieście Kościanie (nie wchodzącym w skład gromady) utworzono 1 stycznia 1960 w powiecie kościańskim w woj. poznańskim z obszarów zniesionych gromad: Czarkowo, Kokorzyn i Lubosz Nowy w tymże powiecie.
W 1965 gromada miała 27 członków GRN.
1 stycznia 1970 części wsi: Czarkowo (3,0283 ha), Kurza Góra (57,5472 ha) i Nacław (25,2264 ha) z gromady Kościan włączono do miasta Kościan.
31 grudnia 1971 do gromady Kościan włączono obszar zniesionej gromady Kiełczewo w tymże powiecie.
Gromada przetrwała do końca 1972 roku, czyli do kolejnej reformy gminnej. 1 stycznia 1973 w powiecie kościańskim reaktywowano zniesioną w 1954 roku gminę Kościan.